# Nick Jr. Nederland
Nick Jr. Nederland ist der niederländische Ableger des US-Vorschulkindersenders. Im Dezember 2005 startete er im Pay-TV und sendet seitdem 24 Stunden täglich. Außerdem ist er morgens auf Nickelodeon zu sehen.

## Sendungen
- Backyardigans – Die Hinterhofzwerge
- Blue’s Clues – Blau und schlau
- Dora
- Fifi und die Blumenkinder
- Diego
- Max & Ruby
- Miss Spider
- Noddy
- Shaun das Schaf
- Thomas & seine Freunde
- Traktor Tom
- Wonder Pets!